# ThrOes
ThrOes ist eine 2003 gegründete australische Extreme-Metal-Band.

## Geschichte
ThrOes wurden im Dezember 2003 von Trent Griggs als Metalprojekt, dass sich von der australischen Metal-Szene absetzten sollte, gegründet. Die Namensfindung bezeichnet er als Epiphanie, die nicht auf konkreten Überlegungen basiert, sondern sich als Eingebung gestaltete. Im Juli 2005 produzierte er die Demo-EP The Drowning Rituals. Die EP wurde von ihm auf 50 Exemplare, die der Promotion dienen sollten, limitiert und an Freunde, Plattenlabel und Musikvertriebe versandt. Bald darauf zog sich Griggs aus der tasmanischen Extreme-Metal-Szene zurück. Er bemängelte den Verlust der für ihn mit der Szene verbundenen Mysterien und Gefahren sowie eine zunehmende Vernetzung der Musiker und die daraus resultierende Verwässerung des Genres. Bis zum Jahr 2012 wurde er durch unterschiedliche neue und alte Gruppen des Extreme Metals dazu motiviert, dennoch an einem Debütalbum zu arbeiten. Aufgrund privater Verpflichtungen, Griggs’ Berufsleben und des selbst gesetzten Anspruchs an die Musik nahmen die Aufnahmen zwei Jahre in Anspruch. In dieser Zeit suchte Griggs Mitmusiker die seinen Vorstellungen entsprachen und in die von ihm gewünschte Musik spielen konnten. Über Facebook kontaktierte er James Ludbrooke von der Grindcore-Band Damaged, einer Band, deren Musik Griggs als gewichtigen Einfluss auf sein eigenes musikalischen Schaffen bezeichnet. Das Schlagzeug wurde von Kevin Talley von Dying Fetus eingespielt. Als weitere Studiomusiker stießen die Gitarristen Mark Evans von Deranged Chamber und David Caswell hinzu. Nach Abschluss der Aufnahmen ließ Grigg das eingespielte Material ein Jahr aus persönlichen Gründen und aufgrund des langen Aufnahmeprozesses ruhen. Im Jahr 2016 übernahm er selbst das Mastering und eine erste Promotion des Albums, woraufhin es zu einem Vertragsabschluss mit Aesthetic Death Records kam. Das Album erschien im Juni 2016. Die Kritiken fielen zumeist positiv bis überschwänglich aus. This Viper Womb wurde häufig als besonders eigenständiges und innovatives Album gelobt. Vereinzelte negative Kritiken nannten das Songwriting hingegen „langweilig, belanglos und austauschbar.“

## Stil
Der von ThrOes gespielte Stil wird als eigenständiger Crossover unterschiedlicher Einflüsse beschrieben. Das Label legte Vergleiche mit Killing Joke, Shining und Bethlehem nahe. Auf Bethlehem nimmt Griggs selbst wiederholt Bezug. Vornehmlich stellt er eine Eigenständigkeit, Originalität und Unabhängigkeit Bethlehems heraus. Selbst nannte er den Stil von ThrOes „Dissident Metal“ oder „Tasmanian Dissident Metal“, als Versuch einer Abgrenzung von aktuellen Strömungen im Metal und Ausdruck seiner Ablehnung gegenüber der Metal-Szene.
Als Zentrales Element der Musik wird häufig der Gutturale Gesang herausgestellt. Dieser pendele zwischen dem Schreien des Hardcore Punks und dem Kreischen des Black Metals. Dabei stünde die Musik konzeptionell zwischen dem Glanz modernem Metals und der Aggression des Death Metals. Die Dynamik der Stücke gilt als Vielschichtig. Der Rhythmus variiere häufig und die Musik würde durch Akustikgitarren und Keyboardeinsätze aufgewertet. Die Musik sei vornehmlich durch „bösartigen Gesang, wilde Gitarrenriffs, zermalmendes Schlagzeugspiel und die eigentümlichen Klänge eines […] E-Bow“ geprägt. Das Gitarrenspiel gilt dabei als Konterpart zum verstörenden Gesang. Dies pendele zwischen Riffing, klaren Soli und anvantgardistischer Distortion.

## Diskografie
- 2005: The Drowning Rituals (Demo, Selbstverlag)
- 2016: This Viper Womb (Album, Aesthetic Death Records)